# 차일드-푸 점수
의학에서 차일드-푸 점수(Child–Pugh score)는 만성 간질환, 특히 간경변증의 예후를 평가하기 위해 사용하는 점수 체계이다. 원래는 수술 도중 사망률을 예측하기 위해 만들어진 지표였으나, 현재는 예후를 예측하여 치료의 강도를 결정하고, 간 이식의 필요성이 있는지 평가하는 데에 이용된다.

## 측정
차일드-푸 점수의 측정에는 간 질환과 관련된 다섯 가지 임상적 지표가 사용된다. 각 지표에서는 1~3점이 부여되며, 1점이 가장 경증이고 3점이 가장 중증도가 심하다는 뜻이다.
응고와 관련해서는 프로트롬빈 시간과 INR, 둘 중 하나를 사용한다.
| 배점                                  | 배점                                  | 1점        | 2점                       | 3점                                        |
| ------------------------------------- | ------------------------------------- | ---------- | ------------------------- | ------------------------------------------ |
| 총 빌리루빈, μmol/L (괄호 안은 mg/dL) | 총 빌리루빈, μmol/L (괄호 안은 mg/dL) | < 34 (< 2) | 34~50 (2~3)               | > 50 (> 3)                                 |
| 혈청 알부민, g/dL                     | 혈청 알부민, g/dL                     | > 3.5      | 2.8~3.5                   | < 2.8                                      |
| 택 1                                  | 연장된 프로트롬빈 시간, 초            | < 4.0      | 4.0~6.0                   | > 6.0                                      |
| 택 1                                  | INR                                   | < 1.7      | 1.7~2.3                   | > 2.3                                      |
| 복수                                  | 복수                                  | 없음       | 경증 (또는 약물로 억제됨) | 중등도에서 중증 (또는 약물이 잘 듣지 않음) |
| 간성 뇌증                             | 간성 뇌증                             | 없음       | 1~2기                     | 3~4기                                      |

원발 경화 쓸개관염 (PSC)과 원발 쓸개관 간경화 (PBC)에 대해서 일각에서는 차일드-푸 점수를 약간 수정하여 사용하기도 하는데, PSC와 PBC에서는 결합 빌리루빈 농도가 높아진다는 점을 반영하여 빌리루빈의 참조치를 수정한다. 1점의 최댓값은 68 μmol/L (4 mg/dL), 2점의 최댓값은 170 μmol/L (10 mg/dL)이다.

## 해석
위에서 구한 점수를 이용하여 만성 간질환을 차일드-푸 분류 A부터 C까지로 나눌 수 있다.
| 점수  | 분류 | 1년 생존률 | 2년 생존률 |
| ----- | ---- | ---------- | ---------- |
| 5~6   | A    | 100%       | 85%        |
| 7~9   | B    | 80%        | 60%        |
| 10~15 | C    | 45%        | 35%        |

## 역사
미시간 대학교의 외과의사이며 문맥고혈압의 전문가였던 찰스 가드너 차일드 (Charles Gardner Child, 1908–1991)는 간 질환과 관련된 교과서에서 1964년 처음으로 점수 체계를 제안하였다. 식도정맥류로 인한 출혈의 수술적 치료에 관한 1972년 보고서에서 푸 (Pugh) 등이 차일드의 점수 체계를 수정하였다. 이들은 차일드의 기준에서 영양 상태 항목을 프로트롬빈 시간 또는 INR을 쓰도록 대체했으며, 각 항목에 1~3점의 점수를 할당했다.